# Proteuxoa melodora
Proteuxoa melodora là một loài bướm đêm thuộc họ Noctuidae. Loài này có ở New South Wales, Nam Úc, Victoria và Tây Úc.